# Anatomia (album Lombardu)
Anatomia – piąta płyta zespołu Lombard, wydana w 1985 roku, nakładem wydawnictwa Savitor.

## Opis
Nagrań muzyki dokonano w Studiu Polskiego Radia w Poznaniu na przełomie 10–28 kwietnia 1985 (realizator – Ryszard Gloger i Andrzej Bąk). Płytę zmiksowano w Federal Sound Recording Studio w Loenen w Holandii na przełomie 20–22 czerwca 1985 we współpracy z Rockhouse Records, a realizatorem był Jan Kranendonk. Fotografie – Marek Czudowski i Harry Weinberg. Projekt graficzny – Witold Popiel. W roku 2000 album został zremiksowany, dodano do niego 3 piosenki i doczekał się zapisu na CD (przez firmę Koch International).
Płyta jest drugim (po Szarej maści) koncepcyjnym albumem w dyskografii zespołu Lombard. Zwraca uwagę nastrojowością, śpiewną melodyką i dobrym jak na owe czasy brzmieniem w którym przeważają instrumenty elektroniczne. Również aranże i sekcja rytmiczna są oparte na elektronice, czego wcześniej ani później Lombard nie czynił w takim stopniu. Materiał w całości skomponowany przez G. Stróżniaka, został nagrany w Poznaniu i zmiksowany w Loenen. Stanowi spójną i dość jednolitą całość zarówno muzycznie jak i tekstowo, chociaż płyta zawierająca 10 utworów dzieli się na dwie odrębne części. 
Pierwsze pięć piosenek z własnymi tekstami, (wyznania bardzo głębokie i bardzo osobiste) śpiewa M. Ostrowska i są to utwory dynamicznie typowo rockowe, z dużą dozą emocji i buntu, drapieżnie wykonane (przykładem jest „Mam dość”).
Kolejne pięć piosenek (ze słowami J. Skubikowskiego) śpiewa G. Stróżniak. Są to utwory łagodniejsze, bardziej stonowane, mające więcej ciepła. Stróżniak śpiewa je z właściwą sobie pasją i głębokim przejęciem, co szczególnie słychać w sentymentalnym i wzruszającym utworze „Anka”. 
Liryka poświęcona jest pragnieniu i poszukiwaniu uczucia, gdyż album, nieco inny od wcześniejszych jak i późniejszych dokonań Lombardu, skierowany został do ekspresji wnętrza człowieka. Jest to muzyka mało spontaniczna i raczej spokojna, a pomimo wszystko posiadająca rockową motoryczność. Podkład pod śpiew stanowią instrumenty klawiszowe w stylu new romantic i electro rocka, natomiast całość dopełniają chórki, okrzyki, wokalizy, wszelkie głosowe efekty Ostrowskiej i gitara Zandera. 
Płyta spotkała się z pozytywnym odzewem. Została również wydana w wersji anglojęzycznej jako Wings of a Dove i wydana jesienią 1986 w Holandii, doczekała się również polskiej reedycji przez firmę Tonpress. Wielkim radiowymi przebojami stały się utwory „Mam dość” i „Gołębi puch” grane jeszcze przez długie lata. „Kryształowa” była sporym hitem ówczesnych dyskotek.

## Lista utworów

### LP
Strona A
1. „Anatomia – ja płynę, płynę” (muz. Grzegorz Stróżniak – sł. Małgorzata Ostrowska) – 3:50
2. „Ckliwy melodramat” (muz. Grzegorz Stróżniak – sł. Małgorzata Ostrowska) – 4:45
3. „Gołębi puch” (muz. Grzegorz Stróżniak – sł. Małgorzata Ostrowska) – 4:20
4. „Mam dość” (muz. Grzegorz Stróżniak – sł. Małgorzata Ostrowska) – 3:35
5. „Wstęga Möbiusa” (muz. Grzegorz Stróżniak – sł. Małgorzata Ostrowska) – 4:05

Strona B
1. „Kryształowa” (muz. Grzegorz Stróżniak – sł. Jacek Skubikowski) – 3:20
2. „5 lipca” (muz. Grzegorz Stróżniak – sł. Jacek Skubikowski) – 3:40
3. „Anka” (muz. Grzegorz Stróżniak – sł. Jacek Skubikowski) – 4:35
4. „Zaklęty sejf” (muz. Grzegorz Stróżniak – sł. Jacek Skubikowski) – 3:25
5. „Spal go” (muz. Grzegorz Stróżniak – sł. Jacek Skubikowski) – 3:25

### CD
1. „Anatomia – ja płynę, płynę” (muz. Grzegorz Stróżniak – sł. Małgorzata Ostrowska) – 3:50
2. „Ckliwy melodramat” (muz. Grzegorz Stróżniak – sł. Małgorzata Ostrowska) – 4:45
3. „Gołębi puch” (muz. Grzegorz Stróżniak – sł. Małgorzata Ostrowska) – 4:20
4. „Mam dość” (muz. Grzegorz Stróżniak – sł. Małgorzata Ostrowska) – 3:35
5. „Wstęga Möbiusa” (muz. Grzegorz Stróżniak – sł. Małgorzata Ostrowska) – 4:05
6. „Kryształowa” (muz. Grzegorz Stróżniak – sł. Jacek Skubikowski) – 3:20
7. „5 lipca” (muz. Grzegorz Stróżniak – sł. Jacek Skubikowski) – 3:40
8. „Anka” (muz. Grzegorz Stróżniak – sł. Jacek Skubikowski) – 4:35
9. „Zaklęty sejf” (muz. Grzegorz Stróżniak – sł. Jacek Skubikowski) – 3:25
10. „Spal go” (muz. Grzegorz Stróżniak – sł. Jacek Skubikowski) – 3:25

bonusy
1. „Nasz ostatni taniec” (muz. Grzegorz Stróżniak – sł. Leszek Pietrowiak) – 4:20
2. „Kto mi zapłaci za łzy” (muz. Grzegorz Stróżniak – sł. Jacek Skubikowski) – 4:05
3. „Płonąca stodoła” (muz. Czesław Niemen – sł. Zbigniew Adrjański i Zbigniew Kaszkur jako "Marta Bellan") – 2:45

## Muzycy
- Małgorzata Ostrowska – śpiew
- Grzegorz Stróżniak – śpiew, instrumenty klawiszowe
- Piotr Zander – gitara
- Włodzimierz Kempf – perkusja

## Wydania
- LP Savitor SVT–022 (1985)
- MC Tonpress TK–71 (1985)
- DG CD Koch International 2520052 (17 stycznia 2000)